# 1511 en santé et médecine
| Années de la santé et de la médecine : 1508 - 1509 - 1510 - 1511 - 1512 - 1513 - 1514    |
| Décennies de la santé et de la médecine : 1480 - 1490 - 1500 - 1510 - 1520 - 1530 - 1540 |

Cet article présente les faits marquants de l'année 1511 en santé et médecine.

## Divers
- « Le parlement adopte la première législation médicale de l'Angleterre, qui gard[era] force de loi jusqu'en 1948[1],[2] ».
- 1497-1511 : le « tribunal de la Purge », juridiction chargée de diagnostiquer et d'écarter les lépreux « d'Auvergne et même d'ailleurs », siège dans un bâtiment spécifique, édifié par les consuls de Montferrand[3].

## Naissances
- Honoré Castellan (mort en 1569), médecin du roi Charles IX, beau-père du médecin Louis Laurens (1511-1574), et grand-père d'André Du Laurens (1558-1609), également médecin[4].
- Louis Laurens (mort en 1574), médecin à Tarascon, marié à Louise, fille du médecin de Charles IX Honoré Castellan (1511-1569), et père d'André (1558-1609), médecin à son tour au service de Marie de Médicis et d'Henri IV[4].
- Amatus Lusitanus (mort en 1568), médecin juif portugais, « rénovateur de la matière médicale[5] ».
- Michel Servet (mort en 1553), médecin et théologien aragonais, premier européen, avant Realdo Colombo, à décrire la circulation pulmonaire, dans un ouvrage rédigé en 1546 au plus tard, et imprimé en 1553[6],[7].
- 1510 ou 1511[8] (ou 1499[9]) : Andrés Laguna (mort en 1559), médecin juif espagnol, auteur d'une traduction en castillan de la Matière médicale de Dioscoride imprimée en 1555 par Juan Latio à Anvers[8], au service du pape Jules III puis de Charles Quint et de Philippe II[9].

## Décès
- Tiberio Baccillieri (né en 1461), philosophe et médecin italien[10],[11].